# Route départementale 17 (Ardennes)
Pour les articles homonymes, voir Route départementale 17.
La route départementale 17, abrégée en D17, est une route départementale des Ardennes qui relie Balan près de Sedan à Fagny dans la Meuse, en passant par Messincourt et Pure.
Elle se termine à Fagny, commune de Breux, dans le département de la Meuse, où elle parcourt quelques centaines de mètres pour rejoindre la D110 qui poursuit vers Florenville en Belgique. Côté Meuse, la D17 est indiquée sous le numéro D110E.
Dans l'ensemble, la D17 longe la frontière belge de l'agglomération de Sedan jusqu'au département de la Meuse. Elle passe notamment tout près de l'Abbaye d'Orval.

## Tracé
- Balan
- La Moncelle, commune de Bazeilles
- Rubécourt-et-Lamécourt, commune de Bazeilles
- interruption de la D17 à Douzy, tronc commun avec la D4
- Francheval, reprise de la D17
- Pouru-aux-Bois
- Escombres-et-le-Chesnois
- Messincourt
- Messempré,  commune de Pure
- Pure
- Clémency, commune de Matton-et-Clémency
- Matton-et-Clémency
- Les Deux-Villes, tronc commun avec la D981
- Tremblois-lès-Carignan, reprise de la D17
- Puilly-et-Charbeaux
- Auflance
- Sapogne-sur-Marche, tronc commun avec la D44
- Herbeuval
- Margny
- frontière avec le département de la Meuse
- Fagny, commune de Breux